# 雪峰街道 (洞口县)
雪峰街道是中华人民共和国湖南省邵陽市洞口县下辖的一个街道办事处。

## 行政区划
雪峰街道下辖以下村级行政区划单位：
荷子塘社区、阳光社区、湾塘村、毛铺村、华南村、平梅村、天井村、袁丰村、报木村、双联村、大田村、楂林村、万里村、木瓜村、大胜村、白田村、七星村、民群村、合元村、丰胜村、塘冲村、马渡村、付山村和德巷村。